# Alexandra von Teuffenbach
Alexandra von Teuffenbach (* 1971 in Padua) ist eine italienische katholische Theologin.

## Leben
Teuffenbach studierte Philosophie und katholische Theologie an der Päpstlichen Universität Gregoriana in Rom (Bachelor 1992, Lizenziat 1997). 2002 wurde sie mit einer Arbeit zur Kirchenkonstitution des Zweiten Vatikanischen Konzils bei Karl Josef Becker zur Dra. theol. promoviert. Nach einem anschließenden Studium der Archivistik an der Vatikanische Schule für Paläografie, Diplomatik und Archivkunde im Vatikan bestand sie 2003 die Prüfung zur Archivarin im vatikanischen Geheimarchiv. 2005 absolvierte sie als eine der ersten Frauen überhaupt die Exorzistenausbildung an der Hochschule der Legionäre Christi, der Regina Apostolorum in Rom. 2007 erlangte sie das Lizenziat in Kirchengeschichte an der Gregoriana.
Teuffenbach lehrte Dogmatik und Kirchengeschichte am Päpstlichen Athenaeum Regina Apostolorum in Rom. Nach Öffnung der Archive aus der Zeit Papst Pius XII. im Sommer 2020 enthüllte sie in verschiedenen Presse- und Buchveröffentlichungen die tatsächlichen Gründe für die Verbannung Josef Kentenichs, des Gründers der Schönstattbewegung, durch die kirchlichen Behörden Anfang der 1950er Jahre. Sie war im Rahmen ihrer Forschungen zur Biografie des Jesuiten Sebastian Tromp, der die Verbannung des umstrittenen Schönstattgründers damals als päpstlicher Visitator veranlasst hatte, auf bisher nicht öffentlich bekannte Dokumente zu dem Fall gestoßen.

## Schriften
- Die Bedeutung des subsistit in (LG 8): zum Selbstverständnis der katholischen Kirche, (Dissertation) München 2002, ISBN 3-8316-0187-9.
- Aus Liebe und Treue zur Kirche: eine etwas andere Geschichte des Zweiten Vatikanums. Morus, Berlin 2004, ISBN 3-87554-398-X.
- Papst Johannes XXIII. begegnen. Sankt-Ulrich-Verlag, Augsburg 2005, ISBN 3-936484-47-3.
- Sebastian Tromp S.J. Konzilstagebuch mit Erläuterungen und Akten aus der Arbeit der Theologischen Kommission. II. Vatikanisches Konzil, Bd. I/1 und I/2 (1960–1962), Pontificia Università Gregoriana, Roma 2006, ISBN 88-7839-057-7.
- Der Exorzismus: Befreiung vom Bösen. Sankt-Ulrich-Verlag, Augsburg 2007, ISBN 3-936484-98-8.
- I papi del XX secolo. edizioni Art, Roma 2008, ISBN 978-88-7879-048-3.
- Eugenio Pacelli. Pio XII tra storia, politica e fede. edizioni ART, Roma 2008, ISBN 978-88-7879-113-8.
- Nennolina schreibt an Gott: Die Briefe der Antonietta Meo. Sankt-Ulrich-Verlag, Augsburg 2010, ISBN 978-3-86744-144-5.
- Pius XII.: neue Erkenntnisse über sein Leben und Wirken. MM Verlag, Aachen 2010, ISBN 978-3-928272-99-5.
- Sebastian Tromp S.J. Konzilstagebuch mit Erläuterungen und Akten aus der Arbeit der Kommission für Glauben und Sitten. II. Vatikanisches Konzil, 
  - Bd. I/1 und I/2 (1960–1962). Verlag Traugott Bautz, Nordhausen 2013, ISBN 978-3-88309-568-4.
  - Bd. II/1 und II/2 (1962–1963). Verlag Traugott Bautz, Nordhausen 2011, ISBN 978-3-88309-625-4.
  - Bd. III/1 und III/2 (1963–1964). Verlag Traugott Bautz, Nordhausen 2015, ISBN 978-3-88309-929-3.
- Pio XII e il Concilio , zusammen mit Nicola Bux und Peter Gumpel. edizioni Cantagalli, Siena 2012, ISBN 978-88-8272-853-3.
- „Vater darf das!“ Eine Archivdokumentation. Verlag Traugott Bautz, Nordhausen 2020, ISBN 978-3-95948-494-7.
- Heribert Schauf – Tagebuch zum zweiten Vatikanischen Konzil (1960–1965). Verlag Traugott Bautz, Nordhausen 2021, ISBN 978-3-95948-548-7.